# 城ヶ尾峠

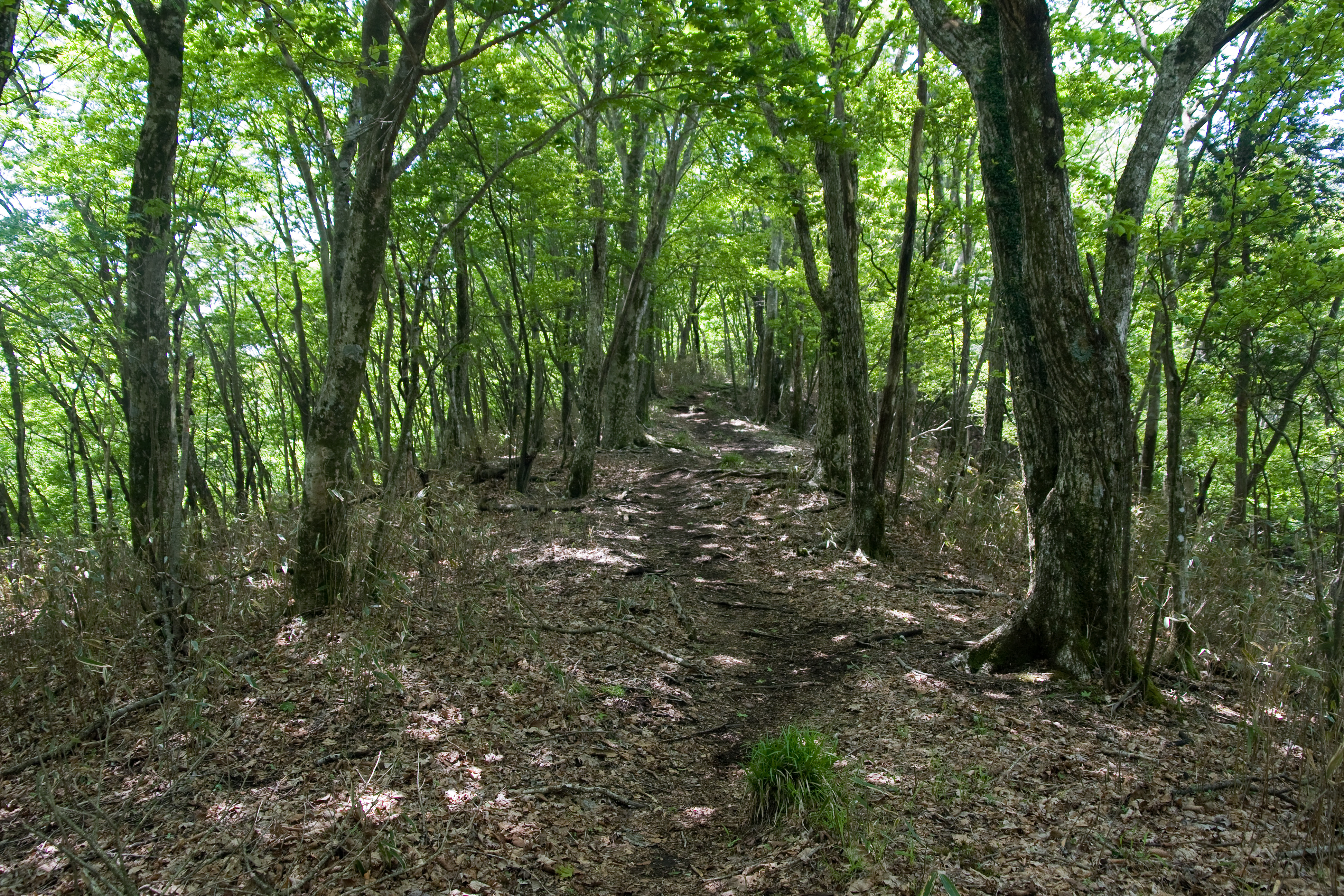
城ヶ尾峠～城ヶ尾山の樹林に覆われた登山道

城ヶ尾峠（じょうがおとうげ）は、丹沢山地西部、神奈川県足柄上郡山北町と山梨県南都留郡道志村の境に位置する標高1,163mの峠である。

## 概要
甲相国境尾根の東部に位置する峠で、峠より南側は県立丹沢大山自然公園に指定されており、北側は横浜市水道局の水源涵養林となっている。峠は小広くなっているがブナやミズナラを中心とした自然林に囲まれており、冬枯れの時期に梢越しに畦ヶ丸付近が見える程度で、展望はほとんどない。
峠は十字路となっており、東西に横切るのが甲相国境尾根の縦走登山道、南北を横切るのが道志村の三ヶ瀬（さがせ）地区から山北町の地蔵平地区へ至る登山道である。前者の縦走登山道の多くは東海自然歩道と重なっているためコース整備がされているが、後者はあまり整備されておらず、笹がかぶった登山道となっている。特に城ヶ尾峠から地蔵平へ下りる登山道は廃道に近い状態であり、熟練者向けのコースとなっている。

## 周辺の山
| 山容 | 名称     | 標高（m） | 城ヶ尾峠からの 方角と距離（km） | 備考                            |
| ---- | -------- | --------- | ------------------------------- | ------------------------------- |
|      | 三国山   | 1,340     | 南西 12.2                       |                                 |
|      | 菰釣山   | 1,379     | 西南西 3.1                      | こもつるしやま                  |
|      | 中ノ丸   | 1,280     | 西 1.4                          |                                 |
|      | 城ヶ尾山 | 1,199     | 西南西 0.2                      |                                 |
|      | 城ヶ尾峠 | 1,163     | 0                               |                                 |
|      | 大界木山 | 1,246     | 北東 0.8                        |                                 |
|      | 鳥ノ胸山 | 1,208     | 北 2.6                          | とんのむねやま 山梨百名山       |
|      | 畦ヶ丸   | 1,293     | 東 2.0                          |                                 |
|      | 加入道山 | 1,418     | 北東 5.0                        |                                 |
|      | 大室山   | 1,588     | 北東 6.6                        | 甲相国境尾根最高地点 山梨百名山 |

## 周辺の山小屋

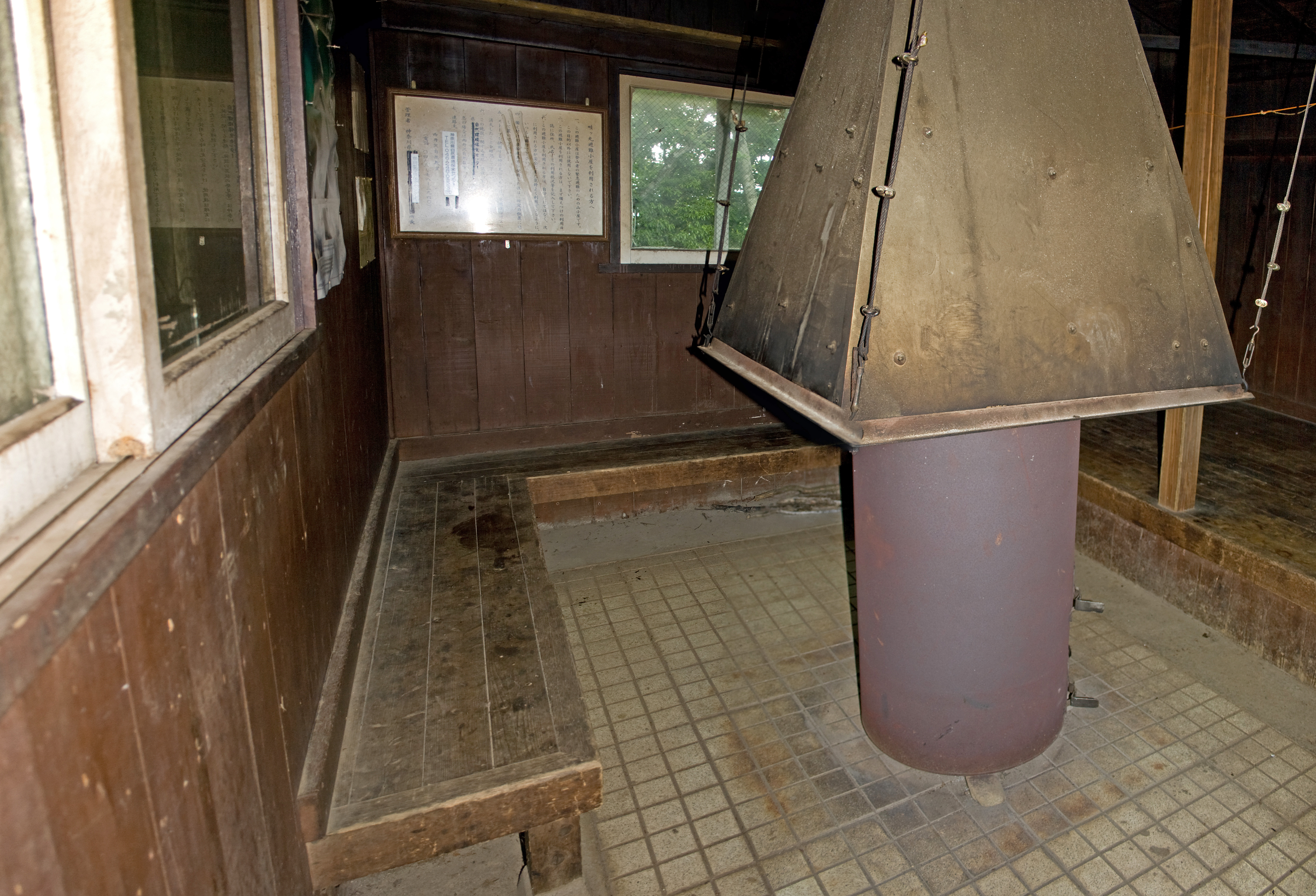
畦ヶ丸避難小屋の内観

最寄りの山小屋は畦ヶ丸の山頂付近にある畦ヶ丸避難小屋であるが、檜洞丸の青ヶ岳山荘を除いて丹沢山地西部の山小屋は無人小屋であり、宿泊の際は寝具や自炊具などの登山装備が必須となる。
| 画像 | 名称           | 位置             | 城ヶ尾峠からの 方角と距離（km） | 備考                 |
| ---- | -------------- | ---------------- | ------------------------------- | -------------------- |
|      | 菰釣避難小屋   | 菰釣山の東       | 西南西 2.5                      | 無人小屋・トイレなし |
|      | 畦ヶ丸避難小屋 | 畦ヶ丸山頂付近   | 東 2.0                          | 無人小屋・トイレあり |
|      | 加入道避難小屋 | 加入道山山頂付近 | 北東 5.0                        | 無人小屋・トイレなし |